# Ruta Nacional 78 (Argentina)
La Ruta Nacional 78 es una carretera argentina pavimentada, que se encuentra en el norte de la Provincia de La Rioja, y se extiende desde el empalme con la Ruta Nacional 40 en la Quebrada de Capayán y el límite con la Provincia de Catamarca en un recorrido de 94 km.

## Historia
Originalmente este camino era un tramo de la Ruta Nacional 40, que se extendía al oeste de la traza actual en las provincias de La Rioja y Catamarca, por los pueblos de Famatina, Tinogasta y a través de la Cuesta de Zapata, se llegaba a Londres, empalmando con la actual traza de la ruta mencionada.
A través del Decreto Nacional 1595 del año 1979 las provincias de La Rioja y Catamarca intercambiaron caminos con la Nación, por lo que la actual traza de la Ruta Nacional 40 corresponde a las antiguas Ruta Provincial 11 de La Rioja y Ruta Provincial 3 de Catamarca. Asimismo se les puso la misma denominación a las nuevas rutas provinciales correspondientes a la vieja traza de la Ruta Nacional 40.
La Dirección Nacional de Vialidad y su par de la Provincia de La Rioja firmaron un convenio el 21 de marzo de 1997 por el que la Ruta Provincial 11 regresaba nuevamente a jurisdicción nacional. Este convenio fue refrendado por la Ley Provincial 7988 en 2006. De esta manera se cambió la denominación a Ruta Nacional 78.
En 1999 la Dirección Nacional de Vialidad comenzó los trabajos de pavimentación de esta carretera al norte de Famatina. Luego de varios años de demora en las tareas debido a la situación económica del país, los trabajos finalizaron el 2 de febrero de 2007.

## Localidades
Las ciudades y pueblos por los que pasa esta ruta de sur a norte son los siguientes (los pueblos con menos de 5000 habitantes figuran en itálica).

### Provincia de La Rioja
Recorrido: 94 km (kilómetro 0 a 94).
- Departamento Famatina: Famatina (km 12), Angulos (km 48) y Campanas (km 62).